# Сорочьи Горы
Соро́чьи Го́ры (тат. Саескан Тавы) — село в Рыбно-Слободском районе Республики Татарстан. Входит в состав муниципального образования «Большеелгинское сельское поселение».

## География
Село расположено на берегу Куйбышевского водохранилища, в 23 км к юго-западу от посёлка городского типа Рыбная Слобода.

## Население
| 1782 | 1859 | 1897 | 1908  | 1920  | 1926 | 1949 | 1958 | 1970 | 1989 | 2002 | 2008 | 2010 |
| ---- | ---- | ---- | ----- | ----- | ---- | ---- | ---- | ---- | ---- | ---- | ---- | ---- |
| 118  | 543↗ | 870↗ | 1156↗ | 1093↘ | 660↘ | 314↘ | 297↘ | 269↘ | 133↘ | 74 ↘ | 78↗  | 59↘  |

## Социальная инфраструктура
Сельский клуб.

## Транспортная инфраструктура
Вблизи села Сорочьи Горы находится мост через Каму на автодороге Р239. До открытия моста в данном месте существовала автомобильная паромная переправа «Сорочьи Горы — Мурзиха».

### Комментарии
1. ↑  душ мужского пола